# ترمویل
ترمویل (به فرانسوی: Trémouille) یک کمون در فرانسه است که در Canton of Champs-sur-Tarentaine-Marchal واقع شده‌است.

## خصوصیات
ترمویل ۲۹٫۰۹ کیلومترمربع مساحت و ۱۹۴ نفر جمعیت دارد و ۷۱۰ متر بالاتر از سطح دریا واقع شده‌است.